# DSA-663
La DSA-663 es una carretera perteneciente a la Red Secundaria de la Diputación Provincial de Salamanca que une las localidades de Cabezabellosa de la Calzada y Pitiegua.

## Origen y Destino
La carretera  DSA-663  tiene su origen en el casco urbano de Cabezabellosa de la Calzada, y termina en el casco urbano de Pitiegua formando parte de la Red de carreteras de Salamanca.